# Ostatnia załoga Westerplatte

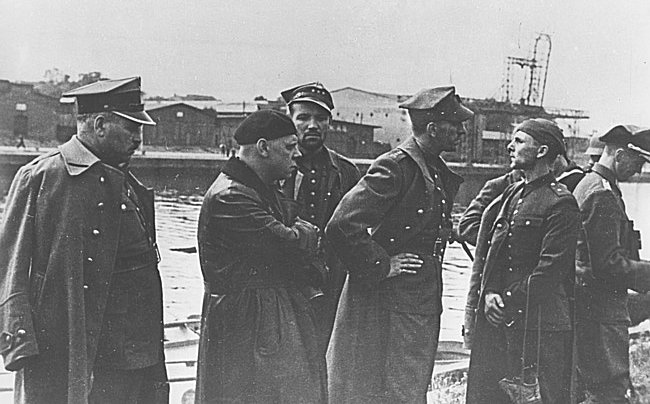
Część ostatniej załogi Westerplatte po obronie Westerplatte, 7 września 1939

Alfabetyczny spis członków załogi Wojskowej Składnicy Tranzytowej na Westerplatte w kampanii wrześniowej 1939.
A~B~C~D~F~G~H~J~K~L~Ł~M~N~O~P~R~S~Ś~T~U~W~Z~Ż
Uwaga: Część nazwisk została ustalona na podstawie pamięci załogi. Gwiazdką oznaczono członków załogi ustalonych w badaniach por. mar. Bolesława Fenglera. Podwójną gwiazdką oznaczono członków załogi, którzy nie figurowali na liście załogi sporządzonej przez por. Leona Pająka i por. mar. Bolesława Fenglera.

## A
1. Eugeniusz Aniołek, strz.

## B
1. Wacław Bacharz, st. strz.
2. Stanisław Bałtowski, kpr. 4 pp Leg., dowódca moździerza
3. Władysław Baran, plut., dowódca karabinów maszynowych placówki „Prom”, dowódca Wartowni nr 3 (od 5 IX)
4. Piotr Barański, kpr.
5. Stanisław Bartocha, strz.
6. Franciszek Bartoszak, mat, placówka „Łazienki”
7. Alfons Bartulewicz, st. strz.
8. Stanisław Bełdowski, strz.
9. Wiktor Białous, strz.
10. Józef Bieniasz, plut. 3 pp Leg., dowódca 81 mm moździerzy wz. 31
11. Michał Blukis, sierż.
12. Mikołaj Skrajny, strz.

## C
1. Mieczysław Cholewa, kpr.
2. Henryk Chrul, kpr., dowódca placówki „Łazienki”
3. Władysław Chrzan, kpr.
4. Jan Chriczanowicz, strz.
5. Franciszek Cichowski, st. strz.
6. Wacław Ciepłucha, strz.? kpr.
7. Wiktor Ciereszko, st. strz.
8. Jan Cieśliński, strz.
9. Jan Ciwil, strz.
10. Aleksander Czaja, strz.
11. Stanisław Czajko, strz.

## D
1. Franciszek Dąbrowski, kpt., zastępca komendanta WST
2. Władysław Deik, sierż. dowódca placówki „Deika”, potem „Tor kolejowy”
3. Jan Derlatka, strz.
4. Marian Dobies, strz.
5. Franciszek Dominiak, st. strz.
6. Władysław Domoń, kpr., zastępca dowódcy Wartowni nr 2
7. Zygmunt Dopierało, strz.
8. Bronisław Drobek, kpr.
9. Władysław Drożdż, kpr.
10. Ignacy Dudzic, kpr.
11. Józef Dulemba, strz.
12. Dymitrowicz, strz.
13. Dunkiewicz, st. strz.
14. Stefan Duzik, senior
15. Ryszard Duzik, junior
16. Julian Dworakowski, strz.
17. Wincenty Dyś, strz. *
18. Czesław Dzierzgowski, kan.

## F
1. Mieczysław Falkowski, strz.
2. Antoni Fiedorczuk *
3. Czesław Filipkowski, kan. 14 dak, amunicyjny 76 mm armaty wz. 1902

## G
1. Stefan Gajda, strz.
2. Jan Gąsowski, kpr.
3. Michał Gawlicki, sierż., dowódca placówki „Elektrownia”
4. Jan Gębura, kpr.
5. Feliks Głowacki, st. strz.
6. Michał Gonsawski, kpr. 2 pp Leg., zastępca dowódcy moździerzy
7. Antoni Gołąb, strz. *
8. Kazimierz Gorbacianek, strz. *
9. Władysław Goryl, kpr., dowódca Wartowni nr 4
10. Eugeniusz Grabowski, kpr. 14 dak, działonowy 76 mm armaty wz. 1902
11. Stefan Grodecki, por., adiutant Komendanta WST
12. Józef Grudzień I, kpr.
13. Józef Grudzień II, strz.
14. Bronisław Grudziński, kpr., dowódca wartowni nr 2
15. Jan Gryczman, chor., zastępca dowódcy placówki „Prom”
16. Gerhard Grzywacz

## H
1. Jan Hajduszkiewicz, kpr.
2. Jan Hajkowicz, strz.
3. Bolesław Horbacz, strz. *
4. Władysław Hryhorowicz, strz. (podczas działalności Jaruzelskiego dostał stopień podporucznika)

## J
1. Władysław Jakubiak, kan. 14 dak, zamkowy 76 mm armaty wz. 1902
2. Józef Janik, strz. *
3. Józef Jankowicz, strz. *
4. Alojzy Januszewski,?
5. Jan Jazy, sierż.
6. Eugeniusz Jażdż, kpr.
7. Stefan Jezierski, st. strz

## K
1. Józef Kaczanowski, strz.
2. Zdzisław Kałuski, strz.
3. Alfons Kąkol
4. Józef Kita, strz., ordynans mjra Sucharskiego
5. Wincenty Kłys, kpr., 14 dak, celowniczy 76 mm armaty wz. 1902
6. Bronisław Kochan, kpr.
7. Stanisław Kolasa, st. strz. *
8. Czesław Kołton, st. strz.
9. Franciszek Konkiel, strz. *
10. Bronisław Korko, strz. *
11. Jan Korus, strz.
12. Andrzej Kowalczyk, kpr., 85 pp, placówka „Prom”
13. Aleksy Kowalik, strz.[1] *
14. Zygmunt Kozak, strz.
15. Zdzisław Kręgielski, ppor., dowódca placówki „Przystań”
16. Aleksander Kraćko, strz. *
17. Leon Kręcki *
18. Mieczysław Krzak, strz.
19. Jan Krzeszewski, sierż.
20. Zenon Kubicki, kpr.[2]
21. Roman Kucemba, strz.
22. Stefan Kulczyński, kpr.
23. Jan Kurczyk, strz. *
24. Józef Kutera, st. strz.

## L
1. Jan Lelej, strz. *
2. Jan Lemke
3. Franciszek Lis, strz.
4. Leon Loranty, strz. *

## Ł
1. Antoni Łajkowicz, strz.
2. Władysław Łakomiec, st. strz.
3. Antoni Łankiewicz **
4. Michał Łata, strz.
5. Aleksander Ławrykowicz, strz. *
6. Franciszek Łojek, strz.
7. Józef Łomako, strz. *
8. Józef Łopatniuk, plut., dowódca 37mm armat ppanc. wz. 36 Bofors
9. Edward Łuczyński, plut., dowódca Wartowni nr 6

## M
1. Józef Maca, st. strz.
2. Franciszek Magdziarz, plut. dowódca wartowni 5
3. Jan Majcher, kpr.
4. Józef Malak, kpr.
5. Leon Mazurkiewicz, strz. *
6. Józef Michalik, strz.
7. Kazimierz Michałowski, strz.
8. Bronisław Michniewicz, strz.
9. Stefan Misztalski, strz.
10. Konstanty Murawski, strz. *
11. Myślisz

## N
1. Wojciech Najsarek, st. sierż. rez., zawiadowca stacji kolejowej
2. Jan Naskręt, plut., dowódca Wartowni nr 3 (do 5 IX)
3. Stefan Nerć, strz.
4. Bolesław Nidziński, kpr.
5. Edward Niekiewicz, strz. *
6. Jan Nowak, strz.
7. Józef Nowicki, strz.
8. Piotr Nowik, kpr.

## O
1. Władysław Okraszewski, st. strz.
2. Aleksander Ortian, strz.
3. Antoni Ozorowski, strz.
4. Walerian Opielewicz

## P
1. Leon Pająk, por., dowódca placówki „Prom”
2. Jan Parwicki, strz. *
3. Józef Paszkowski, st. strz.
4. Józef Pełka, chor., szef kompanii
5. Bronisław Perucki, kpr.
6. Adolf Petzelt, plut., dowódca Wartowni nr 5
7. Józef Pietrzak, kpr. 85 pp *
8. Leonard Piotrowski, st. ogn., zbrojmistrz
9. Antoni Piróg, strz.
10. Michał Plewak, kpr.
11. Marian Pociecha, kpr.
12. Stanisław Pokrzywka, strz.
13. Jan Władysław Połeć, strz.
14. Porada, strz.
15. Józef Pożarecki, strz.
16. Emilian Prutis, strz. *
17. Michał Pryczek, kpr.

## R
1. Kazimierz Rasiński, sierż., kierownik radiostacji
2. Julian Rejmer, kpr.
3. Jan Repelowicz, kpr.
4. Edward Rokicki, st. strz.
5. Jan Romarz, strz. *
6. Józef Romatowski, strz.
7. Bolesław Rybak, st. strz.
8. Bernard Rygielski, mat, dowódca placówki „Fort”

## S
1. Antoni Sadowski, mat, majster-rusznikarz
2. Stanisław Salwirak, kpr.
3. Michał Sieczko, strz. *
4. Ignacy Skowron, kpr.
5. Stanisław Skwira, strz. 77 pp, celowniczy, Wartownia nr 1 *
6. Antoni Skwirkowicz, strz.
7. Andrzej Skwirocz, strz.
8. Mieczysław Słaby, kpt. lek.
9. Jan Marian Słowiaczek, strz.
10. Władysław Soból, plut. 77 pp
11. Franciszek Soja, strz. 4 pp Leg. *
12. Józef Spiżarny, kan. 14 dak, ładowniczy 76 mm armaty wz. 1902
13. Edmund Spławski, kpr. rez., placówka „Elektrownia”
14. Bronisław Stacewicz, strz. *
15. Marian Sternak, st. strz.
16. Władysław Stopiński, kpr. 4 pp Leg., placówka „Prom”
17. Jan Stradomski, kpr. 4 pp Leg., zastępca dowódcy placówki „Przystań”
18. Henryk Sucharski, mjr, komendant WST
19. Piotr Sudurk strz. *? Piotr Sudnik, strz.
20. Edmund Szamlewski, kpr. 5 pp Leg., dowódca placówki „Wał”
21. Antoni Szapiel, strz.
22. Edward Szewczuk, chor.
23. Karol Szwedowski, pracownik kontraktowy
24. Józef Szymanowicz, strz. *

## Ś
1. Jan Śmigulski, st. strz.

## T
1. Franciszek Toporowicz, sierż. rez.
2. Zenon Tracewski, strz. 86 pp *
3. Antoni Trela s. Pawła, st. leg. 4 pp Leg., centrala telefoniczna
4. Stanisław Trela s. Jana, kpr. ndt 3 pp Leg., Wartownia nr 1
5. Kazimierz Tuczyński, pracownik kontraktowy, kucharz
6. Jan Tusk, pracownik kontraktowy, kucharz

## U
1. Bronisław Uss, strz. 85 pp, wartownia nr 5, † 2 IX 1939

## W
1. Teodor Wiatr, st. strz. 4 pp Leg.
2. Bolesław Więckowicz, kpr. 4 pp Leg.
3. Bronisław Wilbik, st. strz. 77 pp, celowniczy 37 mm armaty ppanc. wz. 36
4. Wojciech Włodarski, kpr. 3 pp Leg., dowódca moździerza
5. Józef Wojniusz, st. strz. 85 pp, obsługa 37 mm armaty ppanc. wz. 36
6. Jan Wojtowicz, st. strz. 4 pp Leg., placówka „Łazienki”
7. Franciszek Wolas, st. strz. 5 pp Leg.
8. Franciszek Wójtewicz, st. strz., placówka „Prom” *
9. Mieczysław Wróbel, plut. rez., pracownik kontraktowy, ogrodnik
10. Antoni Wrzaszcz, st. strz. / kpr. 5 pp Leg., wartownia nr 1
11. Julian Wysocki, strz., sanitariusz

## Z
1. Bronisław Zając, kpr.
2. Stanisław Zając, kpr.
3. Jan Zameryka, strz.
4. Franciszek Zawaryka, kpr. *
5. Ignacy Zarębski, plut.
6. Ignacy Zatorski, st. strz.
7. Stanisław Zdanuczyk, strz.
8. Jan Zdeb, kpr.
9. Donat Zdunkiewicz, kpr., kierownik kancelarii
10. Jan Zieliński, strz.
11. Zygmunt Zięba, st. strz.
12. Stefan Zimny, kpr. 3 pp Leg., dowódca moździerza
13. Jan Ziomek, sierż.
14. Jan Zmitrowicz, strz. *
15. Stanisław Zwierzchowski, kpr. 4 pp Leg., dowódca moździerza
16. Stanisław Zych, strz.

## Ż
1. Franciszek Żołnik, kan. 14 dak, kierowniczy 76 mm armaty wz. 1902
2. Bronisław Żuk, strz. *
3. Konstanty Żurawski, strz.